# Геостратегически регион
Геостратегически регион е зона която поради физикогеографското си местоположение има геополитическо значение, по-голяма е от геополитическия регион и се състои от хетерогенни елементи: локация, политическа и социална насоченост и ориентация, търговска организация и културни, и идеологически връзки . Владението на даден геостратегически регион дава значителни военни и икономически предимства.
Обикновено геостратегически региони са:
- тесни проходи, проливи, владението на които не позволяват на противника да придвижи и развърне войските си в боен ред за битка (виж битка при Термопилите);
- снабдителни пътища;
- икономически важни региони;

Джон Фишер, автор на концепцията на британския империализъм, извежда като геостратегически точки следните места:
- Ормузки проток (ОАЕ);
- Пролива Малака (Сингапур)
- Бабелмандебски пролив (Йемен-Сокотра)
- Панамски канал (Панама)
- Суецки канал (Египет)
- Черноморски проливи (Турция)
- Гибралтарски проток (Гибралтар)
- Нос Хорн (Фолклендски острови)
- Нос Добра Надежда (Южна Африка)

Геостратегическите региони в геополитическо отношение са изключително важни, тъй като алтернативните маршрути или са или нецелесъобразни или невъзможни.
Шестодневната война между Израел и Египет се води за контрол над Суецкия канал.